# Sabasa
Sabasa – wieś w Rumunii, w okręgu Neamț, w gminie Borca. W 2011 roku liczyła 1988 mieszkańców.